# Mecaphesa discreta
Mecaphesa discreta là một loài nhện trong họ Thomisidae.
Loài này thuộc chi Mecaphesa. Mecaphesa discreta được miêu tả năm 1970 bởi Suman.